# TrapWire
TrapWire — это глобальная система слежения с функцией распознавания лиц, которая создана для обнаружения потенциальных террористов, фотографирующих «важные объекты» (high value targets, HVT), такие как станции метро, городские площади и т. д. 
Для этого на всех HVT в США установлены камеры наружного наблюдения. Как только вы делаете фотографию важного объекта — система составляет отчёт о подозрительной активности (suspicious activity report, SAR). Отчёт регистрируется в общей базе данных, который ищет совпадения по персоналиям, номерам автомобилей и другим похожим инцидентам. Благодаря продвинутому анализу инцидентов, система обладает функцией раннего предупреждения о готовящихся террористических актах. Информация о системе попала в публичный доступ в августе 2012 года через сайт WikiLeaks.